# 部堂
部堂，明清時六部正堂官，即尚書、侍郎，雅稱為部堂。凡各督撫帶尚書或侍郎頭衔者，亦自稱部堂。曾國藩《討粵匪檄》：「本部堂奉天子命，統師二萬，水陸並進，誓將臥薪嘗膽，殄此凶逆。」